# John Campbell de Mamore
John Campbell (environ 1660 - 9 avril 1729), de Mamore, est un homme politique écossais Whig qui siège au Parlement écossais de 1700 à 1707 et à la Chambre des communes britannique entre 1708 et 1727.

## Jeunesse
Il est le deuxième fils d'Archibald Campbell (9e comte d'Argyll) et de sa femme Lady Mary Stewart, fille de James Stuart (4e comte de Moray). Il fait ses études à Glasgow en 1676. Participant à la révolte infructueuse de son père contre Jacques II, ses biens sont confisqués, il est banni et se retrouve dans des difficultés financières. Il sert de capitaine d'infanterie dans le régiment du comte d'Argyll de 1689 à 1690. En 1692, il épouse Elizabeth Elphinstone, fille de John, 8e lord Elphinstone.

## Carrière
Il est commissaire de l'Argyllshire au Parlement d'Écosse de 1700 à 1707 et Maître des travaux de la couronne d'Écosse de 1705 à 1717. Il soutient l'union de l’Écosse et de l'Angleterre et représente l’Écosse au Parlement britannique cette année-là. Lors des élections générales de 1708, il est réélu sans opposition en tant que député de Dunbartonshire. Il est réélu sans opposition à nouveau en 1710, quand il est classé comme Whig. Il fait peu d'impression au Parlement, étant souvent absent. Il est réélu sans opposition à l'élection générale de 1713  puis à nouveau aux élections générales de 1715 et vote pour le projet de loi du septennat en 1716. Il entre dans l'opposition avec le duc d'Argyll et perd son poste officiel en 1717.
En 1719, le duc d'Argyll reprend ses fonctions et Campbell apporte son soutien au gouvernement. En 1722, il y a une élection à Dumbarton dans laquelle il est battu. Le 23 janvier 1725, il est réélu et siège jusqu'aux élections générales de 1727. Il démissionne ensuite de son siège en faveur de son fils John .

## Famille
Campbell meurt le 9 avril 1729. Son épouse et lui-même ont:
- John Campbell (4e duc d'Argyll)
- Charles Campbell d'Auchnacreive, député d'Argyllshire
- Neil Campbell
- William Campbell
- Mary Campbell, mariée à James Primrose, 2e comte de Rosebery
- Anne Campbell, mariée à Archibald Edmonstone de Duntreath, dont:
  - Sir Archibald Edmonstone (1er baronnet)
- Isabella Campbell, mariée au capitaine William Montgomery de Rosemount
- Jean Campbell, marié au capitaine John Campbell de Carrick
- Primrose Cambell, mariée à Simon Fraser (11e lord Lovat)
- Elizabeth Campbell